# 舊諾韋
50°39′42″N 34°40′59″E / 50.66167°N 34.68306°E
旧諾韋（烏克蘭語：Старонове）是位於烏克蘭東北部的村莊，由蘇梅州蘇梅區的萊貝丁市鎮負責管轄。該村處於普肖爾河左岸，分別距離比什金4公里和帕特里奧蒂夫卡6公里，海拔高度124米，2001年人口9。